# Learning to Fly (Pink Floyd)

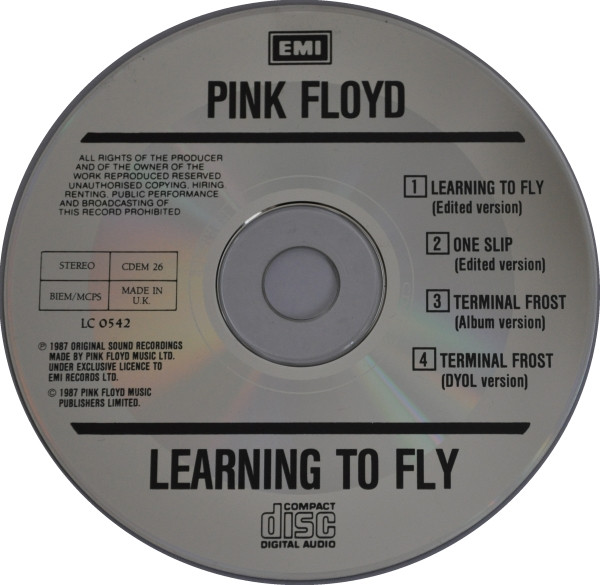

Learning to Fly è un singolo del gruppo musicale britannico Pink Floyd, pubblicato il 14 settembre 1987 come primo estratto dal tredicesimo album in studio A Momentary Lapse of Reason.

## Descrizione
Seconda traccia dell'album, essa è stata scritta da David Gilmour, Anthony Moore, Bob Ezrin e Jon Carin. Il testo descrive i pensieri che Gilmour ha sul volo, per il quale nutre una vera e propria passione. Nel periodo nel quale la canzone venne composta, Gilmour stava infatti prendendo lezioni di volo per imparare a pilotare un aereo. Spesso, quando si accorgeva di non poter essere in orario in studio di registrazione, telefonava dicendo: «I'm learning to fly» ("Sto imparando a volare"), frase poi utilizzata come titolo del brano. Un'altra interpretazione del testo è che il volo sia una metafora per iniziare qualcosa di nuovo, sperimentando un cambiamento radicale nella vita.
Nel brano Ezrin propose inizialmente a Gilmour di togliere l'assolo e di mettere una parte rap. Così, attraversato l'Atlantico per lavorare con i Pink Floyd, cercò di convincerlo ad aprirsi alle nuove tendenze. Tuttavia Gilmour si oppose e dichiarò: «Mio Dio, sarebbe una cosa terribile».

## Video musicale
Il videoclip è stato diretto da Storm Thorgerson e girato al Banff National Park, situato a circa 75 km ad ovest dalla città di Calgary, nell'Alberta. Il video vede un uomo che falcia un campo di grano e che, spinto da un fantasma di un nativo americano, si mette a correre e salta da una scogliera per trasformarsi in un'aquila. Il video originale mostra anche un operaio che si trasforma in un pilota d'aereo e un bambino che si libera da sua madre e si tuffa da una scogliera in un fiume.

## Tracce
7" (Regno Unito)
- Lato A

1. Learning to Fly – 4:22 (Jon Carin, Bob Ezrin, David Gilmour, Anthony Moore)

- Lato B

1. One Slip – 4:00 (David Gilmour, Manzanera)

7" (Stati Uniti)
- Lato A

1. Learning to Fly – 4:22 (Jon Carin, Bob Ezrin, David Gilmour, Anthony Moore)

- Lato B

1. Terminal Frost – 6:01 (David Gilmour, Manzanera)

CD (Stati Uniti)
1. Learning to Fly (Jon Carin, Bob Ezrin, David Gilmour, Anthony Moore)
2. One Slip (David Gilmour, Manzanera)
3. Learning to Fly (David Gilmour) – Versione dell'album
4. Terminal Frost (David Gilmour) – Versione DYOL

## Formazione
Gruppo
- David Gilmour – chitarra, voce
- Rick Wright – tastiera
- Nick Mason – batteria, percussioni

Altri musicisti
- Tony Levin – basso
- Jon Carin – tastiera
- Steve Forman – percussioni

## Classifiche
| Classifica (1987)             | Posizione massima |
| ----------------------------- | ----------------- |
| Australia                     | 34                |
| Francia                       | 60                |
| Germania                      | 71                |
| Nuova Zelanda                 | 10                |
| Stati Uniti                   | 70                |
| Stati Uniti (mainstream rock) | 1                 |